# Šelovec
Šelovec je naseljeno mjesto u Republici Hrvatskoj u Zagrebačkoj županiji. 

## Zemljopis
Administrativno je u sastavu općine Preseka. Naselje se proteže na površini od 3,66 km².

## Stanovništvo
Prema popisu stanovništva iz 2001. godine u naselju Šelovec živi 178 stanovnika i to u 53 kućanstva. Gustoća naseljenosti iznosi 48,63 st./km².
| broj stanovnika |       |       |       |       | 150   | 209   | 255   | 307   | 322   | 290   | 283   | 237   | 194   | 165   | 178   | 161   | 155   |
|                 | 1857. | 1869. | 1880. | 1890. | 1900. | 1910. | 1921. | 1931. | 1948. | 1953. | 1961. | 1971. | 1981. | 1991. | 2001. | 2011. | 2021. |